# Phrynobatrachus ukingensis
Phrynobatrachus ukingensis es una especie  de anfibios de la familia Ranidae.

## Distribución geográfica
Se encuentra en  Malaui y Tanzania. 

## Estado de conservación
Se encuentra amenazada de extinción por la pérdida de su hábitat natural.